# TV 2 (Norwegen)
TV 2 ist  Norwegens größter kommerzieller Fernsehkanal. 1990 beschloss das norwegische Parlament, einen werbefinanzierten Fernsehkanal zuzulassen. Der Sender TV 2 A/S (Aktiengesellschaft) erhielt 1991 eine Sendelizenz und nahm 1992 den Betrieb auf. Der Kanal hat seinen Firmensitz in Bergen, Konzernchef und Chefredakteur ist Alf Hildrum. Der Sender ist Mitglied der Europäischen Rundfunkunion. Am Unternehmenssitz befinden sich neben der Unternehmensleitung die Redaktionen Nachrichten, Sport und Ausland. TV 2 verfügt über Redaktionen in Oslo, Tromsø, Bodø, Trondheim, Ålesund, Stavanger, Kristiansand und Hamar. Der Sender ist mit Radio Norge und nach dem Erwerb der Nettavisen einer der dominierenden Medienakteure in Norwegen.

## Programme derTV 2-Gruppe
- TV 2
- TV 2 HD
- TV 2 Zebra (zusammen mit Telenor)

Logo des HD-Ablegers TV 2 HD

- TV 2 Filmkanalen (Spielfilmsender)
- TV 2 Nyhetskanalen (Nachrichtensender)
- TV 2 Sport (von TV 2 Zebra AS, die sich wiederum im Besitz befindet von TV 2 und Telenor Broadcasting Holding)
- TV 2 Science Fiction
- Sonen (Zone)

## Reichweite

### Technische Reichweite
Der Sender hatte 2007 einen Versorgungsgrad von 98,2 Prozent und ist damit von rund 4,6 Mio. Menschen zu empfangen. Im landesweiten Vergleich hat TV 2 einen Marktanteil von etwa 20 Prozent. Die Lizenzbestimmungen verlangen von TV 2, ein Vollprogramm zu senden, das mindestens 50 Prozent Sendungen in norwegischer Sprache bietet, zur „norwegischen Sprache, Identität und Kultur“ beiträgt und von politischen oder ökonomischen Interessengruppen unabhängig sein soll. In diesen Grundsätzen bezieht man sich ausdrücklich auf die Prinzipien, welche auch für öffentlich-rechtlichen Rundfunk gelten, das Finanzierungsmodell ist jedoch rein privatwirtschaftlich und jegliche öffentlichen Zuschüsse sind ausgeschlossen.

### Höchste Einschaltquoten 1992–2005

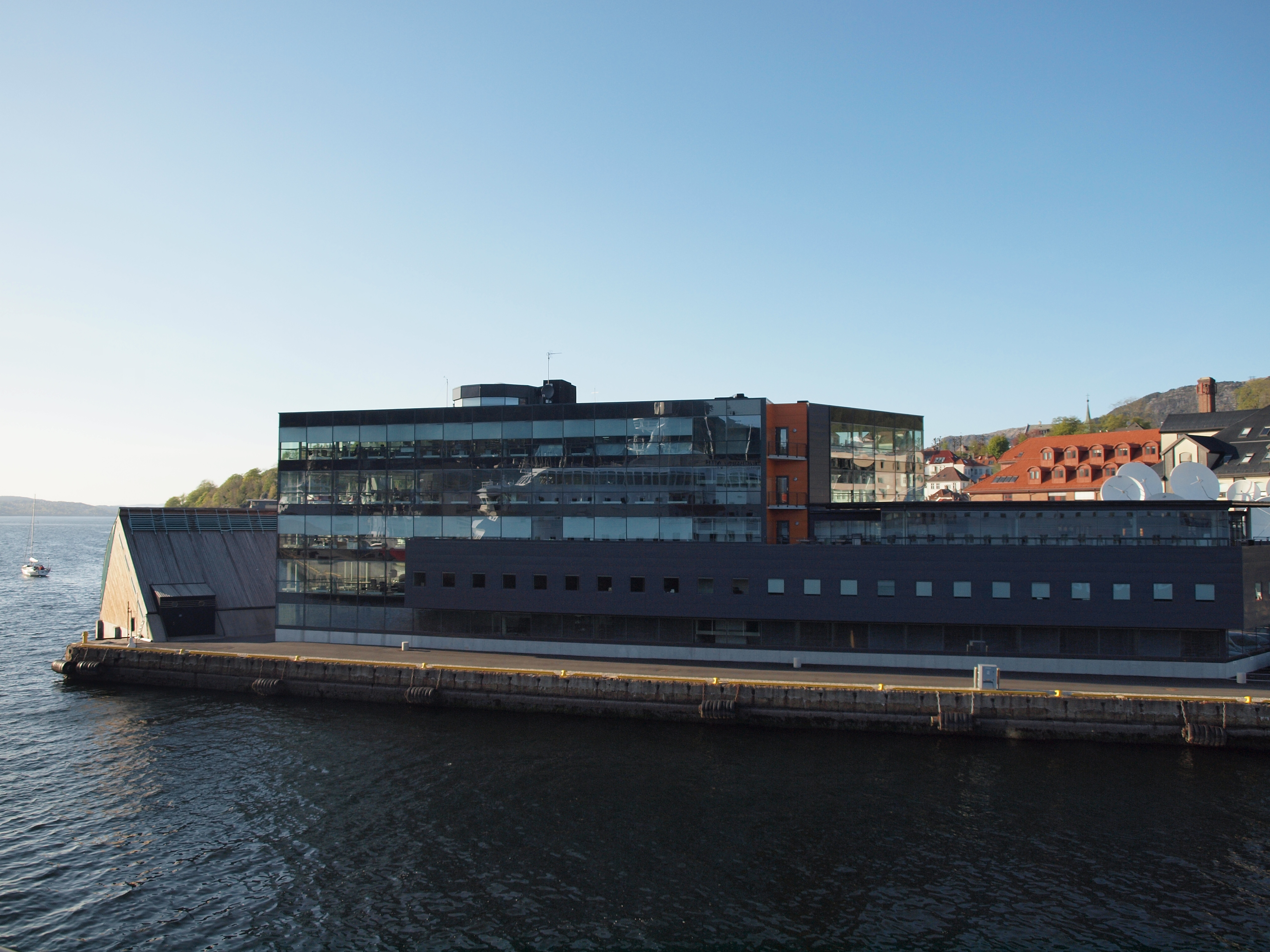
TV 2 in Bergen

- Idol (Finale): 1.475.000 (20. Mai 2005)
- World Idol: 1.407.000 (1. Januar 2004)
- Handball-WM: Norwegen – Dänemark: 1.392.000 (14. Dezember 1997)
- Fußball-EM: Norwegen – Slowenien: 1.356.000 (21. Juni 2000)
- Handball-WM: Norwegen – Frankreich: 1.337.000 (12. Dezember 1999)
- Nachrichten 21:00: 1.305.000 (1. Januar 2004)
- Fußball: Polen – Norwegen: 1.302.000 (13. Oktober 1993)
- Farmen (Finale): 1.276.000 (2. November 2003)
- Handball-EM: Norwegen – Dänemark: 1.275.000 (19. Dezember 2004)
- Nachrichten 21:00: 1.271.000 (5. April 1999)

Quellen: MMI/Norsk TV-Meterpanel (1992–1999) und TNS Gallup (2000–2005)

## Geschichte
Die Lizenz wurde 1991 ausgeschrieben und fiel an den Konzern TV 2 Gruppen A / S (Aktiengesellschaft) mit seinem Sender TV 2 A / S, dem unter anderem die Versicherungsgesellschaft Vital und die Medienkonzerne Schibsted und Egmont angehören.
TV 2 erhielt die Lizenz zunächst für zehn Jahre. Die Sendungen starteten am 5. September 1992. 2001 wurde die Lizenz bis 2010 verlängert. TV 2 bezahlte dafür einmalig 150 Millionen Kronen sowie mindestens 25 Millionen Kronen Lizenzgebühren jährlich.

## Belege
1. ↑  TV2 - Flere kan se Zebra (Mehr (Zuschauer) können Zebra sehen) (3. Januar 2007) (Memento vom 2. November 2014 im Internet Archive)
2. ↑  Årsrapport TV 2010 (Memento vom 18. Mai 2011 im Internet Archive)
3. ↑   Konzessionsbestimmungen für die Periode 2003 bis 2009 (Memento vom 23. November 2010 im Internet Archive)